# 上野いろ葉
上野 いろ葉（うえの いろは）は、大阪府出身の 作詞家・構成作家（放送作家）である。一時期は、iroha 名義で シンガーソングライター・タレント としても活動していた。

## 来歴・人物
1994年大阪吉本興業よりタレント・漫才師としてデビュー。なんばグランド花月などに出演。デビュー後に、現在は吉本新喜劇などで活躍する、元・若井小づえ・みどりの若井みどりに師事。26歳の時相方が失踪してしまい、どうしようかと思っていたところ、芸人から転身した先輩に誘われ構成作家としての活動をスタート。一度は「向いていないのではないか？」と思い、構成作家をやめて作詞家に。2000年、Sony Music Group ソイツァーミュージック（ブルーワンミュージック／現 ニューカム）と専属作家契約を結ぶ。2001年、ロックレコードジャパンより、6曲入りミニアルバム『オタメゴカシックス』でシンガーソングライターとしてデビュー。ファブコミュニケーションズの所属となり上京。所属事務所の関連会社が、テレビ番組・ラジオ番組などを企画する制作プロダクションNET WEBであった為、音楽だけでなくコラムの執筆や再び番組の企画構成なども手がけるようになる。

## 作品

### CDアルバム
『オタメゴカシックス』（2001.05.31）
- 愛のカラダ ／ 作詞：iroha・古賀陽子　作曲：夏至聡
- 黄色い道 ／ 作詞：iroha　作曲：まるそう
- アナタの歌 ／ 作詞：iroha　作曲：まるそう・夏至聡
- Mix Nuts ／ 作詞・作曲：iroha
- ホタル ／ 作詞：iroha・尾崎由香里　作曲：夏至聡
- Make Me Happy ／ 作詞：iroha　作曲：まるそう

アルバムタイトルは、オタメゴカシな6曲入りだから。産業でない頃のロックを作った人達へのオマージュと、自分自身への皮肉の意を込めてこのタイトルにした（ラジオ出演時のコメントより）

### 参加アルバム
『傘の妖精とその界隈』 （オムニバスCD）
- 春ノ光／ニベケイスケ
- 落雨／坂本三嘉
- 明日晴れたら…／カナデヤ
- モモイロ／とちもとくみこ
- あじさい／三村昌也
- つくし／cologne
- 12月のかお／山崎輝明
- サクラ咲く雨／サンデーパーク
- それ以外の景色／ma+sh
- 雲のソファ／岩見十夢
- 雨の妖精／サノヒロアキ

サンデーパークのVoとして参加。
サクラ咲く雨 ／ 作詞・作曲：上野いろ葉

## 出演

### ラジオ
- J-WAVE
- FM NACK5

### 映画
- 松本人志企画・構成『頭頭　TOZU』

### テレビ番組
- スーパーJOCKEY
- オールザッツ漫才
- 部長刑事
- BSフジ『コンテンツファンド』EDテーマ
ホタル ／ 作詞：iroha・尾崎由香里 作曲：夏至聡